# Skoberne
Skoberne je priimek več znanih Slovencev:
- Bogdan Skoberne (1915 - 1978), arhitekt
- Jan Skoberne (1951 - 2018), arhitekt
- Peter Skoberne (*1954), biolog (dr.), strokovnjak za varstvo naravne dediščine, naravoslovni fotograf